# Ely (fleuve)
Pour les articles homonymes, voir Ely (homonymie).
L'Ely (en anglais) ou Elái (en gallois) est un fleuve qui coule dans le sud-est du pays de Galles, au Royaume-Uni.
Long d'une quarantaine de kilomètres, il prend sa source près du village de Tonyrefail, dans le Rhondda Cynon Taf, et coule vers le sud. Son principal affluent, la Clun (en), la rejoint à Pontyclun. Son cours s'infléchit ensuite vers l'est dans le nord-est du Vale of Glamorgan. Il coule enfin vers le sud-est pour se jeter dans la baie de Cardiff au sud-ouest du centre de Cardiff.
Son estuaire est enjambé par le Pont y Werin (en), un pont pour piétons et cyclistes inauguré en 2010.

## Liste de localités dans la vallée de l'Ely
- Dans le Rhondda Cynon Taf :
  - Tonyrefail
  - Llantrisant
  - Pontyclun

- Dans le Vale of Glamorgan :
  - Pendoylan
  - Peterston-super-Ely
  - St Georges super Ely
  - Llandough
  - Penarth

- À Cardiff :
  - St Fagans
  - Fairwater
  - Ely
  - Caerau
  - Canton
  - Grangetown